# 迪尔帕克 (密歇根州)
迪尔帕克（英語：Deer Park）是位於美國密歇根州盧斯縣麥克米倫鎮區的一個非建制地區。

## 地理
迪尔帕克所處的海拔為高於海平面195米（即640英呎），而該地所採用的時區為UTC-5，即北美东部時區（EST）。同時該地設有夏令時間，為UTC-5調快一小時，即UTC-4（EDT）。